# Cai Mao
Pour les articles homonymes, voir Cai.
Dans ce nom chinois, le nom de famille, Cai, précède le nom personnel.
Cai Mao (? - octobre 208) est un aristocrate de la province de Jing et le jeune frère de madame Cai, seconde femme de Liu Biao. Il aide Liu Biao dans l’administration de sa province et participe au conflit opposant Liu Biao et Sun Jian. Plus tard, il s’oppose à ce que Liu Bei prenne refuge avec Liu Biao et essaye, en vain, d’assassiner celui-ci après qu'il eut conseillé à Liu Biao de réduire l’influence et le pouvoir de la famille Cai. Il fait une seconde tentative d’assassinat lors d’un banquet à Xiangyang où Liu Bei étant bloqué par les jeunes frères de Cai Mao, réussit quand même à s’enfuir en passant par les rapides de la rivière Tan.
Lorsque Liu Biao meurt, Cai Mao fait rédiger un faux testament établissant la succession à Liu Cong, le second fils de Liu Biao et fait exécuter Li Gui qui dénonce la tricherie. Peu après, alors que Cao Cao menace d’envahir la province de Jing, il fait soumettre Liu Cong envers ce dernier et est nommé Amiral suprême des forces navales.
Il dirige et entraîne la flotte de Cao Cao avec l’aide de Zhang Yun contre Zhou Yu. Cependant, Zhou Yu étant conscient de la grande compétence de Cai Mao et Zhang Yun dans le domaine des batailles navales trafique une lettre incriminant les deux commandants et, se servant de Jiang Gan comme intermédiaire, parvient à faire douter Cao Cao de leur loyauté. Ce dernier fait exécuter Cai Mao se rendant compte trop tard de l’astuce accomplie par Zhou Yu.